# ミルウォーキー (軽巡洋艦)
ミルウォーキー (英語: USS Milwaukee, CL-5) は、アメリカ海軍の軽巡洋艦でオマハ級軽巡洋艦の1隻。艦名はウィスコンシン州ミルウォーキーに因む。その名を持つ艦としては3隻目。第二次世界大戦後半にソ連海軍に貸与され、ムルマンスク (Мурманск) として一時期就役した経歴を持つ。

## 艦歴

### 戦間期

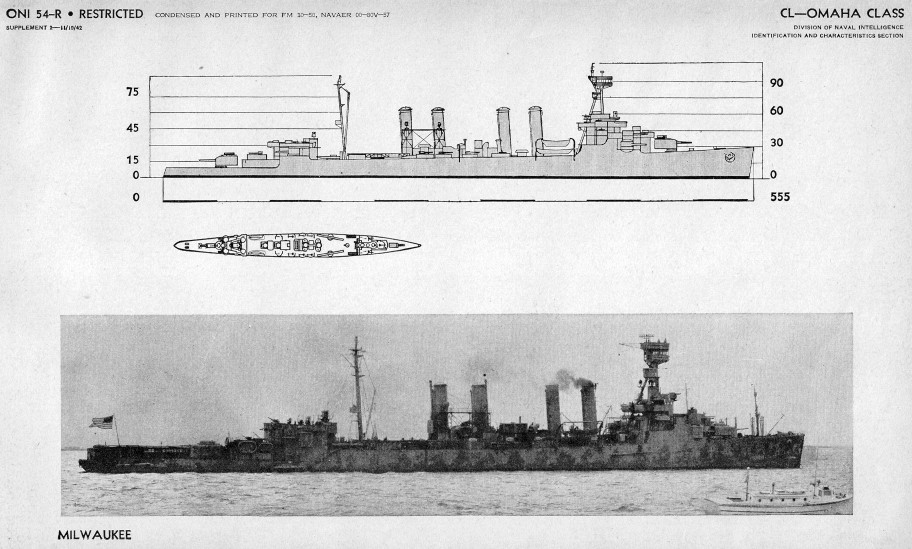
アメリカ海軍でのオマハ級の識別図。

ミルウォーキーは1918年12月13日にワシントン州シアトルのトッド・シップビルディングで起工、1921年3月24日にルドルフ・プフィール夫人によって命名・進水し、1923年6月20日に艦長ウィリアム・C・アザーソン大佐の指揮下で就役した。
就役後ミルウォーキーは整調巡航でハワイ、サモア、フィジー、ニューカレドニアを経由し、1923年8月23日にオーストラリアのシドニーで開催される汎太平洋科学会議に向かう。ミルウォーキーは新型の深海聴音設備を装着し、帰路において太平洋の調査を行った。
ミルウォーキーは大戦間の十数年間を主として太平洋で過ごしたが、平時任務におけるハイライトはカリブ海であった。1926年10月24日、ミルウォーキーは駆逐艦 ゴフ (USS Goff, DD-247) と共にグアンタナモ湾のピノス島に到着し、4日前の猛烈なハリケーンで被災した島民の救助に当たった。2隻はヌエバ・ヘローナの市庁舎に医療センターを設置し、被災地に50トン以上の食料を配布、電話線を敷設し、無線通信所を設置した。乗組員達は献身的な作業により、被災者達から尊敬および謝意を受けた。
東洋における緊迫の度合いは高まり、1937年12月12日に揚子江においてアメリカ海軍の砲艦パナイ (USS Panay, PR-5) が日本軍によって沈められた（パナイ号事件）。ミルウォーキーは事件に対処するため1938年1月3日にサンディエゴを出航し極東へ向かう。ミルウォーキーはハワイ、サモア、オーストラリア、シンガポール、フィリピン、グアムを訪れ、緊張が緩和されると共に、4月27日に帰国の途に就く。
1939年2月14日、ミルウォーキーはイスパニョーラ島およびプエルトリコの北方海域で、大西洋においてこれまで発見された最深部を記録した。その深度は 30,246フィート (9,219 m) あり、ミルウォーキー海淵と命名された。

### 第二次世界大戦
1939年9月、ナチス・ドイツがポーランドに侵攻し第二次世界大戦が勃発した。1941年12月7日（日本時間12月8日）には日本軍の南雲空母機動部隊による真珠湾攻撃が行われ、アメリカ合衆国は戦争に突入した。
フォレスト・B・ロイヤル大佐指揮するミルウォーキーは、当時ブルックリン海軍工廠でオーバーホールの途中にあった。1941年12月31日にニューヨークを出航し、ミルウォーキーはカリブ海への船団を護衛、1942年1月31日にパナマ運河地帯のバルボアに到着した。パナマ運河を通過し、ソシエテ諸島へ向かう8隻の兵員輸送艦を護衛した後、運河を通過し3月7日に大西洋に帰還、トリニダードに立ち寄った後、ブラジルのレシフェで南大西洋偵察部隊に合流した。
続く2年にわたってミルウォーキーはブラジルの港を拠点として偵察を繰り返した。その範囲は仏領ギアナからリオデジャネイロ、大西洋を横断してアフリカ沿岸に及んだ。1942年5月19日、アセンション島からブラジルに向けて航行中にミルウォーキーはイタリア王立海軍の潜水艦バルバリーゴから攻撃を受けたブラジル商船コマンダン・ライラ (SS Commandante Lyra) からの救難信号を受信する。翌朝現場に到着すると、コマンダン・ライラは放棄され、船の前後が炎上し左舷に傾斜していた。
駆逐艦 モフェット (USS Moffett, DD-362) は生存者16名を救助し、ミルウォーキーは船長を含む25名を救助した。軽巡洋艦オマハ (USS Omaha, CL-4) および駆逐艦 マクドゥーガル (USS McDougal, DD-358) がまもなく現場に到着した。ミルウォーキーがレシフェで燃料を補給中に、オマハの救助班は炎上中のコマンダン・ライラから甲板の積み荷と艦砲の弾薬を投げ捨てた。ミルウォーキーは現場に戻ると、救助班がコマンダン・ライラに乗り込み、船体を軽くするため積み荷を投げ捨て始めた。海中では、潜水艦バルバリーゴ（エンツィ・グロッシ艦長）が潜んでおり、同艦はメリーランド級戦艦もしくはカリフォルニア級戦艦を発見して魚雷攻撃を敢行する。グロッシ少佐は「魚雷2本を命中させてアメリカ戦艦メリーランド (USS Maryland，BB-46) を撃沈した。」と報告し、伊首相ムッソリーニから絶賛された。もちろんミルウォーキーやオマハに被害はなかった。コマンダン・ライラはブラジルのフォルタレザに牽引され、5月24日に到着した。
ミルウォーキーは1942年11月8日にレシフェを出航、軽巡シンシナティ (USS Cincinnati, CL-6) 、駆逐艦 サマーズ (USS Somers, DD-381) と共にドイツの偽装商船の探索を始めた。1942年11月21日に任務部隊はノルウェー国旗を掲げた不審船を発見する。不審船はドイツの封鎖突破船アンナリーズ・エッスベルガー (SS Annaliese Essberger) であった。ミルウォーキーはノルウェーの貨物船 Sjhflbred のコールサイン L-J-P-Y で不審船に呼びかけを行った。この連合軍の秘密識別符号に対して不審船は応答しなかったため、アメリカ艦は不審船の停船を試みた。6時51分、サマーズが不審船から4マイルに近づいたとき、不審船から炎と煙が立ち上り、救命ボートが降ろされた。数分後、爆発が起こり、破片が飛び散った。爆発は3回発生し、不審船は船尾に傾いた。ノルウェー国旗は引き下ろされ、ハーケンクロイツの旗がメインマストに掲揚された。アンナリーズ・エッスベルガーは船尾から沈み、ミルウォーキーは4隻の救命筏に乗った62名の乗組員を収容した。
ミルウォーキーがレシフェで修理中の1943年5月2日の朝に、港で停泊中のタンカー、リヴィングストン・ロー (SS Livingston Roe) が火災を発生した。ミルウォーキーの乗組員達は消火作業に大きく貢献した。
ミルウォーキーは南大西洋のパトロールを継続し、1944年2月8日にニューヨーク海軍工廠に向けてブラジルのバイアを出航した。2月27日に船団護衛任務でニューヨークを出航し、3月8日に北アイルランドのベルファストに到着した。
1944年3月29日、ミルウォーキーはJW58船団と共にベルファストを出航、ロシア北西部のムルマンスクに向かう。ドイツ潜水艦のウルフパックは3月31日の夜に船団を攻撃しようとしたものの、撃退された。4月1日にドイツ潜水艦U355が英護衛空母トラッカー (HMS Tracker, D24) と英駆逐艦ビーグル (HMS Beagle, H30) に撃沈された。翌日には船団を追跡していた敵機が英護衛空母アクティヴィティ (HMS Activity) の艦上機により撃墜された。翌晩には7隻のドイツ潜水艦が船団を追跡したものの、1隻が撃沈され、Uボート部隊は撃退された。翌朝、艦載機が船団の10マイル後方で潜水艦を撃沈したことを報告した。

### ソ連海軍「ムルマンスク」
1944年4月4日にソ連海軍の護衛艦4隻が船団に合流し、アルハンゲリスクに向かう。数時間後、ミルウォーキーは船団を離れムルマンスクおよびコラ半島に向かった。同地で1944年4月20日、ミルウォーキーはレンドリース法に基づいてソ連海軍に貸与され北方艦隊に所属した。ソ連海軍では「ムルマンスク (Murmansk) 」 と命名され、終戦まで大西洋航路帯に沿って護衛および偵察任務に従事した。
第二次世界大戦後、イタリア海軍の軽巡洋艦エマヌエレ・フィリベルト・デュカ・ダオスタ (Emanuele Filiberto Duca d'Aosta) が、賠償艦としてソ連に割譲された。旧式軽巡のムルマンスクは1949年3月16日にアメリカ合衆国に返還された。ソ連海軍から返還された15隻の艦艇の内の最初の艦であったミルウォーキーは、3月18日にフィラデルフィア海軍工廠に入渠し、12月10日にデラウェア州ウィルミントンのアメリカン・シップブレーカーズ社にスクラップとして売却された。